# Sint-Joriskerk (Berlijn-Mitte)
De Sint-Joriskerk (Duits: St. Georgen-Kirche) was een protestantse kerk in het oude stadscentrum van Berlijn. In de Tweede Wereldoorlog werd de kerk verwoest en later niet hersteld. Met een hoogte van 105 meter was de toren van de Joriskerk na de koepel van de Berlijnse Dom (114 meter) het hoogste gebouw van het historische Berlijn.

## Voorgeschiedenis
Bekend is dat er reeds in 1278 buiten de poorten van het toenmalige Berlijn een Sint-Jorishospitaal bestond waar armen en zieken werden verpleegd. In het jaar 1331 werd er melding gemaakt van een kapel bij het hospitaal. Deze kapel werd in 1689 tot een kerk met eigen predikant opgewaardeerd nadat het aantal huishoudingen in de omgeving tot 600-700 was gegroeid. In de daaropvolgende decennia werden een sacristie, een toren en een crypte toegevoegd. Christian August Naumann vergrote en verlengde de kerk in de jaren 1779-1780 tot een zaalkerk. Op 29 oktober 1780 werd de kerk plechtig ingewijd. Tijdens de plechtigheid bedankte de predikant de talrijke weldoeners breedvoerig. Volgens de overlevering beloofde de predikant de glasbedrijven zelfs "hemelse dank" voor de schenking van de ramen aan de kerk. En al snel werd deze hemelse dank uitbetaald toen een verschrikkelijk zwaar onweer boven Berlijn uitbrak dat duizenden ramen deed sneuvelen en zo de glasbedrijven voorzag van veel werk en inkomen.

## De nieuwe Joriskerk
Wegens de explosieve bevolkingstoename in de tweede helft van de 19e eeuw moest een nieuwe kerk worden gebouwd. Het ontwerp werd geleverd door de architect Johannes Otzen. Deze grote in de jaren 1894-1898 gebouwde kerk beheerste met haar 105 meter hoge toren tot haar verwoesting het oostelijke stadsgebied rond het Alexanderplatz. De wanden van het vijfzijdige koor werden bedekt met kleurrijke glasmozaïeken met ornamenten en symbolen van het Christendom en voorstellingen van de twaalf apostelen. De klokkengieterij Bochumer Verein goot de klokken voor de Joriskerk, die als een van de eerste kerken werd voorzien van een mechanische aandrijving voor het luiden.
Tijdens de Tweede Wereldoorlog raakte de kerk zwaar beschadigd. Wegens ideologische motieven vonden de Oost-Berlijnse autoriteiten een wederopbouw niet nodig. En zo viel na 51 jaar van haar bestaan het doek voor de kerk. In 1949 werden het gebouw en de toren opgeblazen. Het naar de kerk vernoemde Georgenkirchplatz, het plein waarop de Sint-Joris stond, bestaat niet meer en werd bebouwd. Het enige dat voor het oog nog herinnert aan het godshuis is de sterk in lengte verkorte Georgenkirchstraße.

## Afbeeldingen

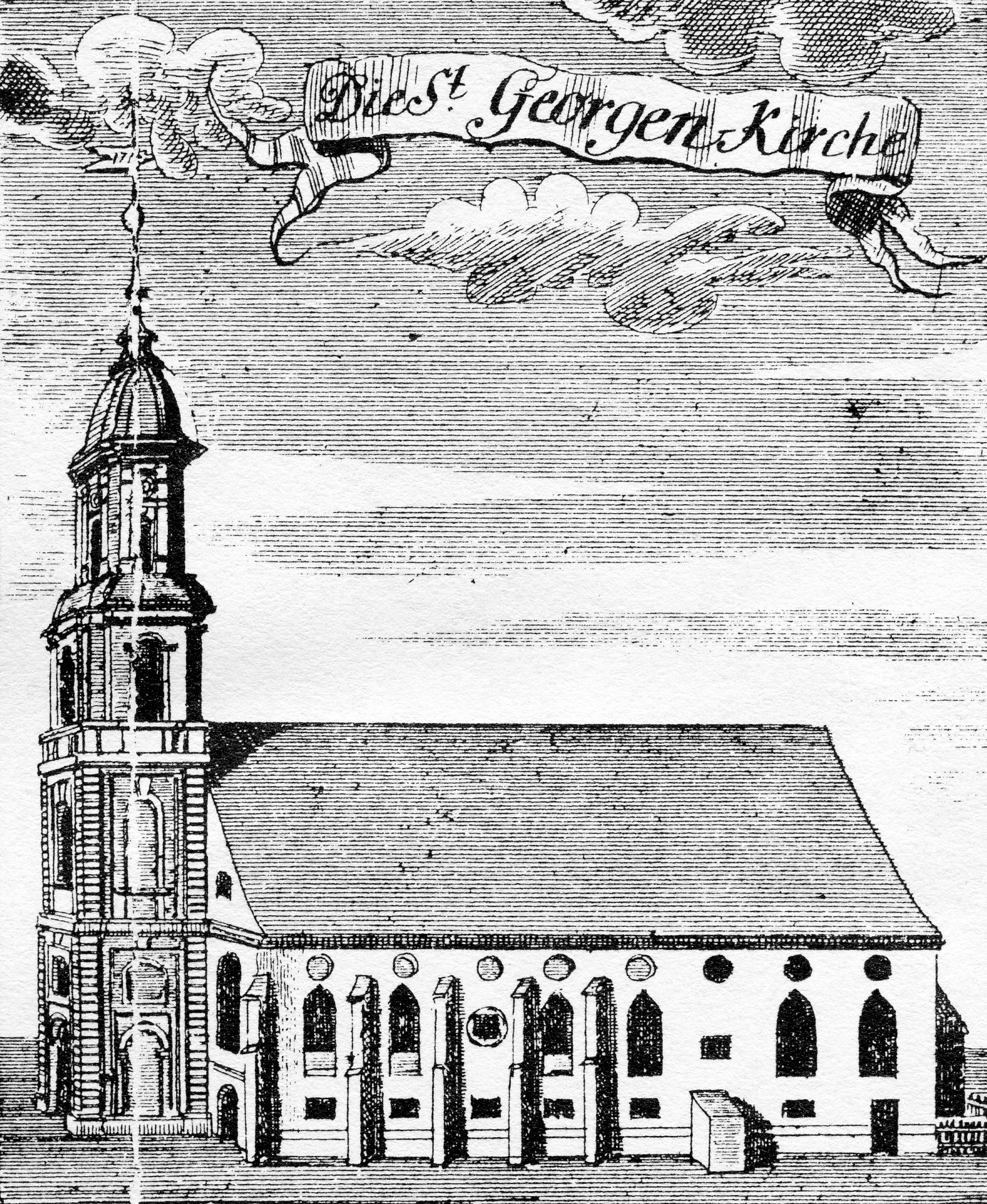
De Joriskerk in 1736
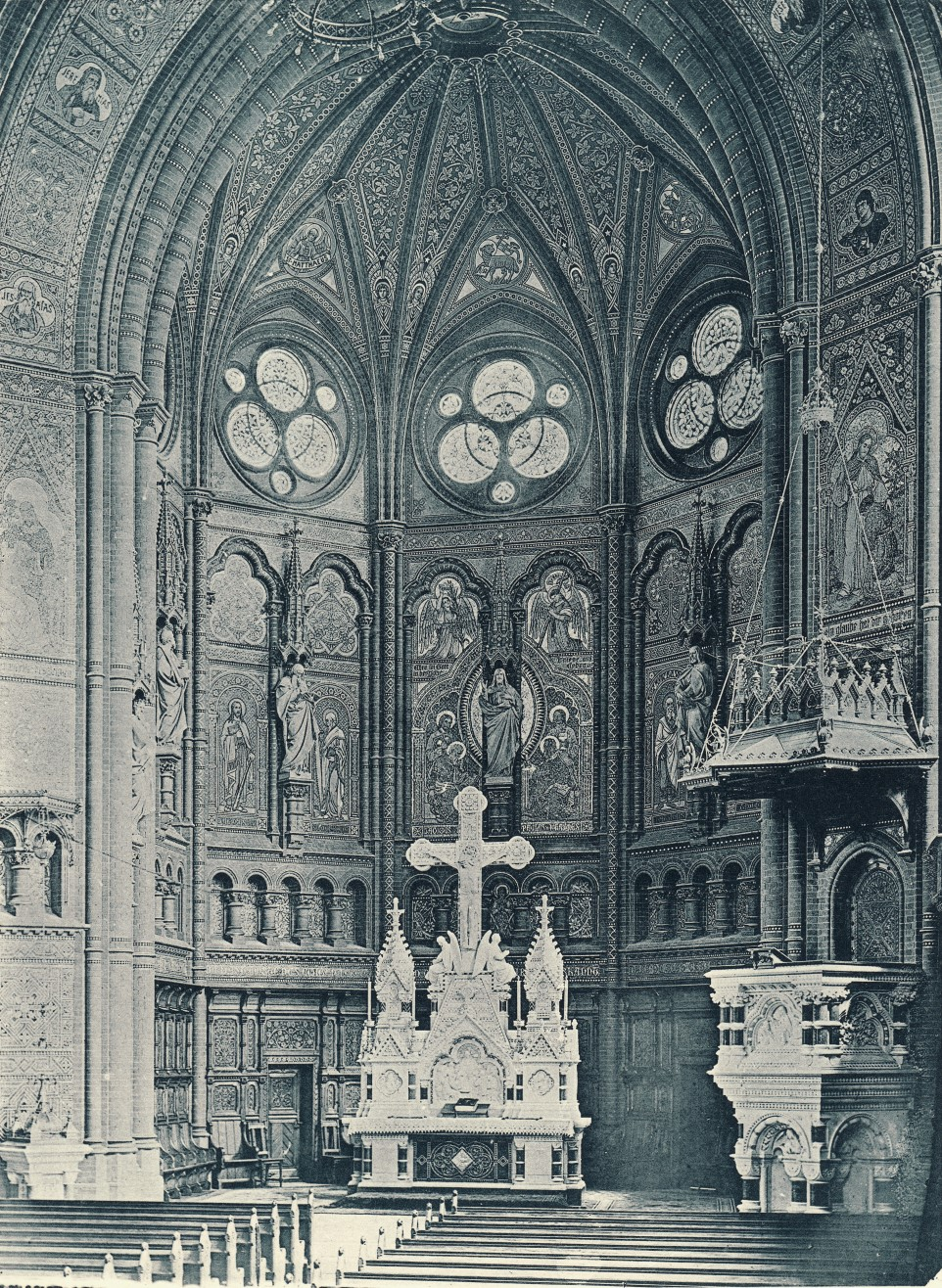
Het koor van de nieuwe Joriskerk (1899)
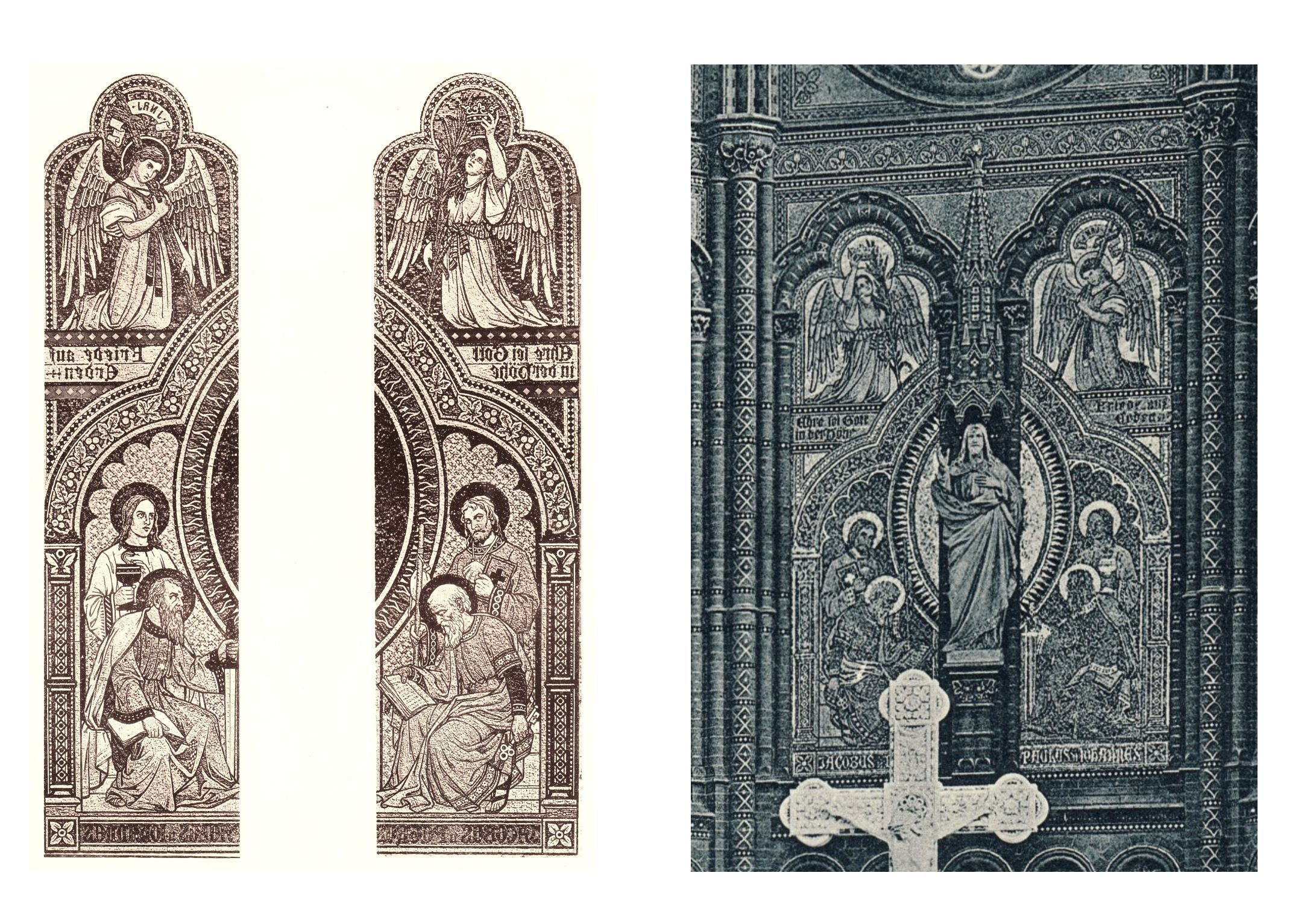
Glasmozaïeken 1898
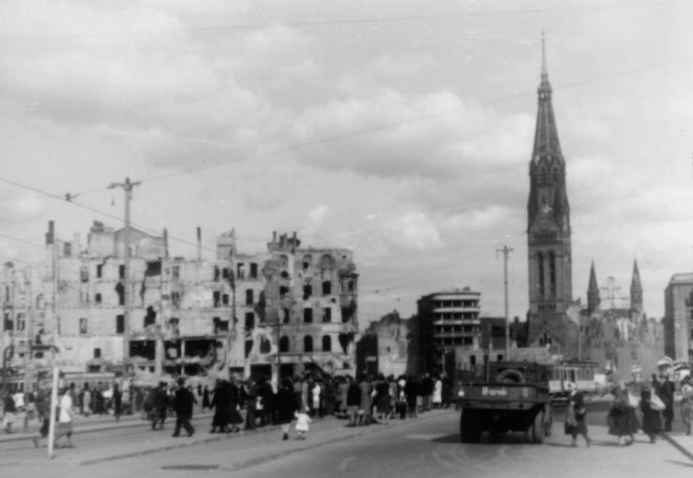
De verwoeste kerk in 1945